# Eissprengen

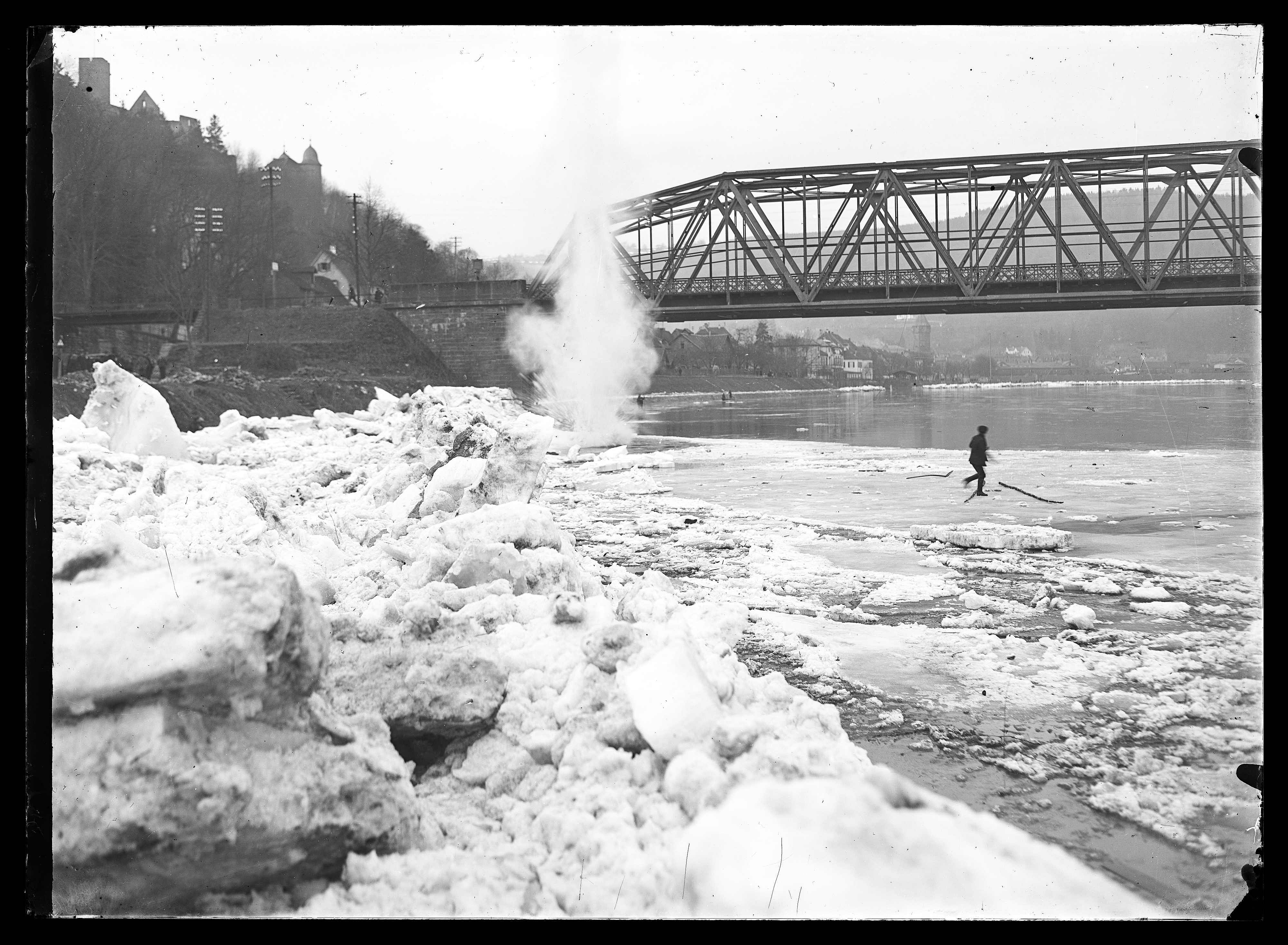
Eissprengen am Main in Wertheim

Als Eissprengen bezeichnet man das Sprengen von Eis, um Gefahren, die direkt oder indirekt durch das Eis hervorgerufen werden, zu beseitigen oder zu verringern. Für die Fachkunde „Eissprengen“ muss in Deutschland ein Sonderlehrgang absolviert werden.

## Arten der Gefährdung
Nach starken Frostperioden kann die Eisschicht auf stehenden oder fließenden Gewässern eine Dicke von mehreren Dezimetern erreichen. Dadurch kann auf Wasserbauwerke (z. B. Schleusen, Wehre, Brücken) aber auch auf eingefrorene Schiffe ein starker Druck durch das Eis ausgeübt werden, der dann an den Wandungen Schäden hervorrufen kann, die teilweise sogar irreparabel sein können.
Eisgang ist das Schwimmen von Treibeis auf Gewässern. Besonders während der Schneeschmelze, aber auch durch die Schifffahrt bedingt kann sich Treibeis an Hindernissen im Gewässer aufstauen (Eisstoß) und zu Beschädigungen von Bauwerken führen. In extremen Fällen kann der Eisstoß sogar über die Ufer treten und die Eisschollen weit landeinwärts Beschädigungen anrichten.
Durch das Entstehen von Grundeis am Gewässergrund kann es, ggf. unterstützt von Eisgang bzw. Eisstoß an der Gewässeroberfläche, zur Bildung von Hochwasser während der Frostperiode kommen. Auch hier können ernste Schäden an Gebäuden und Infrastruktur entstehen.

## Arten der Sprengungen
Als Sprengstoff wird häufig Gelatinöser Sprengstoff oder Sprengschnur verwendet, da diese meist ausreichend wasserfest sind.

### Wurfladung
Aufgestaute Eisschollen lassen sich meist mit Wurfladungen, also Paketen aus Sprengstoff, die mit einer Sicherheitsanzündschnur versehen, nach dem Zünden in die Eisschollen geworfen werden, lockern und wieder in Bewegung bringen. Diese Art der Sprengung ist schnell und einfach, hat jedoch den Nachteil, dass die Sprengladung häufig nicht genau platziert werden kann und damit meist zu ineffizient ist.

### Platzierte Ladung
Wenn es möglich ist, die Sprengladung von einem Bauwerk, z. B. einer Brücke, oder einem Boot mit einem Seil oder einer Stange genauer zu platzieren, sollte diese Methode vorgezogen werden, denn so kann die Ladung in oder sogar unter dem Haufwerk platziert werden und ihre Energie am wirksamsten entfalten.

### Eingebrachte Ladung
Sollte die Eisdecke begehbar sein, so können die Sprengladungen direkt unter die Eisfläche eingebracht werden. Durch genaue Positionierung der Sprengladungen ist es so möglich, sowohl die Eisoberfläche aufzusprengen und zu lockern und damit den Eisdruck auf Gebäude zu verringern als auch, durch tief eingebrachte Sprengladungen, das Grundeis sprengtechnisch zu lösen. Die Sprengschnur kann hierbei direkt in das Eis eingebrachte Schlitze eingelegt werden und so die Sprengwirkung fein dosiert entfalten.
Bei dieser Methode steigt allerdings auch die Gefährdung für das Sprengpersonal, da die Vorbereitungen zur Sprengung auf der Eisfläche erfolgen müssen.

## Anwendung
Mit der Steigerung der Leistungsfähigkeit von Baumaschinen werden diese teilweise auch zum Entfernen von Eisgang herangezogen. Zudem führen wasserbautechnische Maßnahmen und klimatischer Veränderungen dazu, dass zum einen Eisgang immer seltener, zum anderen Wasserbauwerke auch immer besser geschützt werden, z. B. durch den Bau von Eisbrechern.